# Carlos Oliveira (Resident Evil)
 (avril 2020).
Si vous disposez d'ouvrages ou d'articles de référence ou si vous connaissez des sites web de qualité traitant du thème abordé ici, merci de compléter l'article en donnant les références utiles à sa vérifiabilité et en les liant à la section « Notes et références ».
 (août 2025).
Motif : protagoniste mineur de la saga, absence de sources secondaires centrées
- Archive Wikiwix
- Bing
- Cairn
- DuckDuckGo
- E. Universalis
- Gallica
- Google
- G. Books
- G. News
- G. Scholar
- Persée
- Qwant
- (zh) Baidu
- (ru) Yandex
- (wd) trouver des œuvres sur Wikidata

| 1. | Préciser le motif de la pose du bandeau. | Précisez le motif de la pose du bandeau en utilisant la syntaxe suivante : {{admissibilité à vérifier\|date=août 2025\|motif=remplacez ce texte par le motif}}                                       |
| 2. | Informer les utilisateurs concernés.     | Pensez à avertir le créateur de l'article, par exemple, en insérant le code ci-dessous sur sa page de discussion : {{subst:avertissement admissibilité à vérifier\|Carlos Oliveira (Resident Evil)}} |

Carlos Oliveira apparait lors du troisième volet du jeu vidéo Resident Evil.
Carlos est originaire d'Amérique du Sud. Il est responsable de l'artillerie lourde de l'unité D, division A de l'U.B.C.S. (Umbrella Biohazard Countermeasure Service). Il est également responsable de la sécurité, des renforts de missions et de l'entretien des armes. Il préfère utiliser des armes provenant de la guérilla communiste plutôt que des armes américaines. Expert en transport, il se démarque par sa formidable adaptation sur le terrain et peut prendre les commandes de n'importe quels engins. Deux années auparavant, ses contacts avec la mafia ont failli lui coûter la vie. Il a survécu de justesse à une opération de nettoyage. Il fut tout de même capturé lorsqu'il essaya de franchir la frontière et fut condamné à mort. Un spécialiste de la sécurité a pu toutefois le faire sortir. Sous l'autorité d'Umbrella, Carlos a retrouvé son statut de citoyen. Il s'est alors engagé dans l'U.B.C.S.
Au début simple mercenaire à la solde d'Umbrella, il débarque avec d'autres mercenaires dans l'enfer de Raccoon City sans savoir ce qui l'attend. Après que presque toute son équipe est décimée par les zombies, il fait la rencontre de Jill Valentine avec laquelle il s'associe pour s'échapper de Raccoon et l'aide à se défendre contre le Nemesis.
Lors de la première rencontre, Jill et Carlos ne se supportent pas. Mais ils finissent par se serrer les coudes pour survivre, notamment quand Jill est infectée par le Virus T. Un moment, Carlos assiste Jill contre le Nemesis. Le joueur peut alors profiter de cette aide, tout en s'assurant que Carlos ne meure pas dans la bataille.
Après être sorti de Raccoon, on peut supposer que Carlos a rejoint Jill et tous les autres dans leur lutte contre Umbrella.
Dans Resident Evil Umbrella Chronicles sur Wii, Carlos refait surface aux côtés de Jill. On espère en apprendre encore un peu plus sur son histoire, le rôle des U.B.C.S ou encore ce qu'il a pu devenir à la suite de ses aventures dans Raccoon City.

## Apparitions cinématographiques
Carlos Oliveira apparaît dans Resident Evil: Apocalypse et Resident Evil: Extinction.
Dans le premier, il suit un parcours se rapprochant de Resident Evil 3 Nemesis, puisqu'il perd son équipe, et rencontre Jill Valentine ainsi que le Némésis.
Contrairement au jeu, c'est Alice et non pas Carlos et Jill qui se défait du Nemesis.
On remarque qu'il entre dans la lutte contre Umbrella Corporation en organisant l'évasion d'Alice à l'aide de Jill Valentine et de L.J.
Dans Resident Evil: Extinction, Carlos s'est joint au convoi de Claire Redfield avec L.J., et finalement infecté, se fait sauter pour donner une voie d'accès à une base d'Umbrella qui doit servir de solution de repli pour certains survivants et d'accès à un laboratoire souterrain d'Umbrella Corporation pour Alice.
Dans ces mêmes films le nom de Carlos est, sûrement par erreur, orthographié Olivera et non Oliveira.
Il fera son retour, en clone, dans le cinquième volet de la saga Resident Evil: Retribution. 